# 1978年中華民國總統選舉
1978年中華民國總統選舉，即中華民國第六任總統副總統選舉，選舉方式為國民大會代表（以下簡稱國大代表）參與投票的間接選舉。選舉地點在臺北市陽明山中山樓，時間為1978年3月21日。而該任副總統選舉則於隔日的3月22日舉行。選舉結果由時任行政院院長蔣經國當選為第六屆總統，時任臺灣省政府主席謝東閔則當選首任的臺籍人士副總統。

## 背景
1978年，時任總統嚴家淦（非正任，因為總統蔣中正於任內逝世而依《中華民國憲法》繼任）已極力推薦蔣中正之子，時任行政院院長蔣經國競選總統。事實上，被蔣中正視作接班人的蔣經國也為當時的國民黨人選，因為雖然嚴家淦是總統，但蔣經國卻是行政院院長兼中國國民黨主席，故實際上，在嚴家淦總統任內時具有國家實權者實為蔣經國院長。因此，蔣經國並不出人意料的參與總統選舉。
不過在選擇副手上，在考慮七成以上臺籍國民（即本籍為臺灣與澎湖境（含臺北市）的民眾，當時通稱為本省人）的感受下，時任行政院長蔣經國頗令人意外的選擇了被異議分子王幸男炸斷右手腕的時任臺灣省政府主席的謝東閔擔任副總統。此舉，普遍被認為是安撫臺籍人士的做法。亦是所謂「吹台青」的序幕。

## 過程
3月21日早上，中華民國第六任總統選舉開始舉行。主席為國大代表團推舉出來的國大代表王雲五，參選情況為中國國民黨總統候選人蔣經國的同額競選。該選舉中，共有1248人參加投票。經唱票後，時任行政院長蔣經國以1184票的絕對多數獲得當選。另外，他所搭檔的時任台灣省主席謝東閔，也於隔日的副總統選舉中（薛岳為主席）以超過半數的941票獲得當選。

## 得票情形
| 候選人 | 候選人 | 政黨 | 政黨       | 得票   | 得票   | 當選 |
| ------ | ------ | ---- | ---------- | ------ | ------ | ---- |
| 候選人 | 候選人 | 政黨 | 政黨       | 票數   | 得票率 | 當選 |
| 總統   | 蔣經國 |      | 中國國民黨 | 1,184  | 98.34% | 當選 |
| 副總統 | 謝東閔 | 941  | 中國國民黨 | 79.14% |        | 當選 |

## 備註
- 1947年於南京選出的國大代表為3045名。1954年2月於台北報到的國大代表人數為1578名，到1978年為止，1284名國大代表中約有八成五以上仍是由大陸選出的所謂「萬年國代」
- 1950年中華民國立法院修法，將國民大會開會人數從二分之一改成三分之一。
- 1960年3月舉行的1960年中華民國總統選舉之後，國民大會代表與總統選舉選舉人的法定總人數改採「報到人數」，即不採計滯留在中國大陸的國大代表人數。
- 依中華民國法律，即使同額競選，該總統選舉首輪投票仍需過半數方能當選，否則需要舉行第二輪。

## 資料來源
1. ↑  .   [2006-04-26]. （原始内容存档于2020-10-02）.
2. ↑  《台灣執政者》專文推薦【為政之道，存乎一心】 （页面存档备份，存于） 莊永明（遠流識博網）